# Zdenko Bergmann
Zdenko Bergmann (též Zděnko či Zdeněk Bergmann) (25. srpna 1895 Pardubice – 24. října 1942 Koncentrační tábor Mauthausen) byl židovský bankovní úředník, nacisty považován za podporovatele parašutistů výsadku Anthropoid. Jeho synovec Jiří Bondy byl manžel Lydie Bondyové, původní majitelky jízdního kola, které použil Jozef Gabčík při útoku na R. Heydricha.

## Život
Zdenko Bergmann se narodil do židovské rodiny Adolfa Bergmanna a Anny Bergmannové, rozené Munkové. Byl nejmladší ze čtyř sourozenců, měl sestru Hildu (* 1887) a dva bratry: Quida (* 1889) a Lea (* 1893).
Zdenkův bratr Leo Bergmann padl v první světové válce. Bratr Quido byl ženatý s Bertou Herschmann (zemřela v roce 1934), se kterou měl syny Karla (* 1921) a Adolfa (* 1924). Syna Adolfa poslal v říjnu 1939 vlakem do Dánska (v rámci organizovaného transportu českých židovských dětí do Dánska), čímž mu zachránil život. Sám Quido byl 26. října 1941 transportován do Lodže, a v roce 1942 do Osvětimi, kde zahynul. Quidův syn Karel byl 5. května 1942 transportován do Mauthausenu a tam 18. května 1942 zavražděn. Zdenkova sestra Hilda se provdala za židovského lékaře-gynekologa Alexandra Bondyho (* 1874). Narodili se jim dva synové: Jiří Bondy (* 1910) a Karel Bondy (1914–1941), kteří stejně jako jejich otec studovali medicínu.
Zdenko Bergmann utrpěl v první světové válce zranění lebky. Nikdy se neoženil a pracoval jako bankovní úředník. V Praze žil na adrese Slezská 1459/72 na Vinohradech a v Lucemburské ulici 1876/44 na Žižkově. Za protektorátu byl hlášen v bytě v ulici Elišky Krásnohorské 10/2, poblíž Staroměstského náměstí., kde bydleli kromě Zdenkovy sestry Hildy a jejího manžela MUDr. Alexandra Bondyho i jejich syn MUDr. Jiří Bondy s manželkou, zdravotní sestrou Lydií Bondyovou, rozenou Holznerovou (nar. 3. září 1921 Teplice-Šanov). Lydie se s rodinou po Mnichovské dohodě přistěhovala do Prahy z Teplic, odkud si přivezla svoje dámské jízdní kolo a jezdila na něm do práce.

## Příběh kola

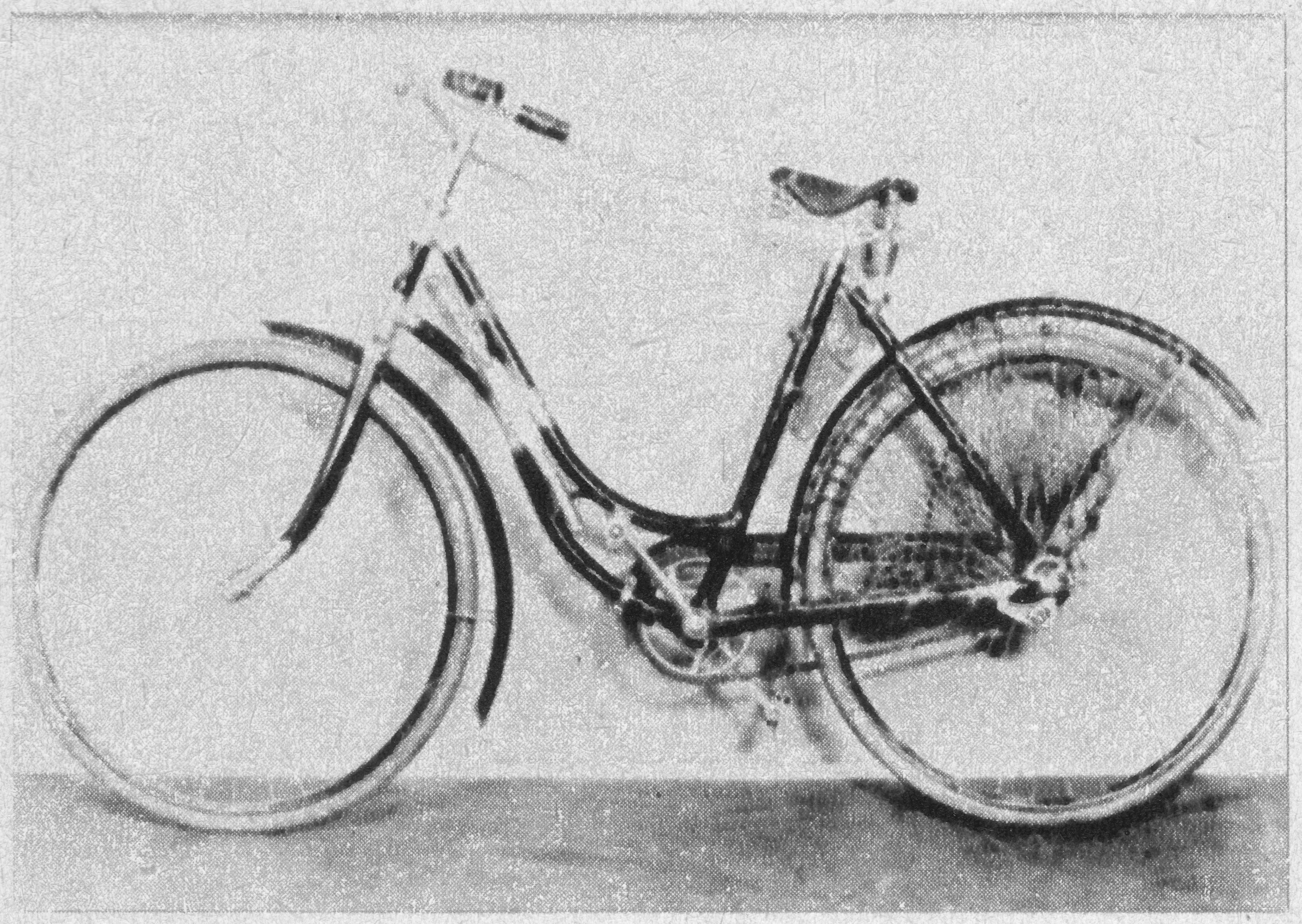
Kolo Lydie Bondyové

Protižidovská opatření zakazovala Židům vlastnit dopravní prostředky a tedy i jízdní kola, a proto Lydie Bondyová darovala svůj bicykl kolegyni, zdravotní sestře Marii Šebestové (nar. 31. října 1908), která pro něj ale neměla využití. Kolo tedy přenechala svojí sestře Barboře Kuthanové (nar. 4. února 1904), ale ta jí ho ze stejného důvodu vrátila zpět. Před Vánoci roku 1941 nabídla Lydie kolo Vlastimilu Moravcovi, s jehož rodinou se dobře znala. Od Vlastimila Moravce se bicykl dostal k Jozefu Gabčíkovi, který ho zanechal na místě útoku na Reinharda Heydricha. Tak se kolo dostalo do rukou německých vyšetřovatelů a bylo vystaveno ve výkladní skříni Baťova obchodu na Václavském náměstí. I přes slibovanou finanční odměnu se žádná z předchozích majitelek kola nepřihlásila.

## Zatčení, smrt
Zrada parašutisty Karla Čurdy a následné intenzivní vyšetřování dovedly nakonec gestapo k postupnému odhalení sítě podporovatelů parašutistů. Manželka jeho synovce Jiřího Bondyho, Lydie Bondyová, coby původní majitelka kola, byla zatčena, protože nic neohlásila. S ní byla zatčena i její matka Frieda Holznerová, dále pak Jiří Bondy a Zdenkova sestra Hilda s manželem Alexandrem Bondym. Gestapu neunikly ani Marie Šebestová s manželem Karlem Šebestou (nar. 25. října 1898) a Barbora Kuthanová s manželem Antonínem Kuthanem (nar. 7. června 1896).
Z policejní vazby v Praze byli všichni převezeni do Malé pevnosti Terezín, kde byl 21. července 1942 Zdenkův synovec Jiří Bondy utýrán k smrti. Zdenko Bergmann a ostatní členové rodiny, Šebestovi a Kuthanovi byli deportování 22. října 1942 do koncentračního tábora Mauthausen a zde 24. října zastřeleni při fingované zdravotní prohlídce společně s desítkami dalších českých odbojářů a jejich rodinných příslušníků. Děti Kuthanových Antonín (nar. 1929) a Libuše (nar. 1934) skončily v internačních táborech Jenerálka, poté Svatobořice a Planá nad Lužnicí, kde se dočkaly konce války.

## Synovec Adolf
Zdenkův synovec Adolf (celým jménem Adolf Ozer ben Aharon Bergmann), zvaný Dasha, kterého jeho otec (Zdenkův bratr Quido) v roce 1939 poslal záchranným transportem do Dánska, válku přežil. V roce 1943 uprchl z nacisty obsazeného Dánska do Švédska. V letech 1944 až 1945 sloužil jako dobrovolník ve Svobodné československé armádě ve Velké Británii a Francii, později byl vyznamenán Československým válečným křížem. Po válce vystudoval mlékárenskou technologii na Zemědělské univerzitě v Dánsku. S manželkou a čtyřmi dětmi žil v Kodani. Zemřel v Dánsku v roce 2001 ve věku 76 let.

## Připomínka
- Jeho jméno (Bergmann Zdeněk *25. 8. 1895), jméno jeho sestry (Bondyová Hilda roz. Bergmannová *8. 6. 1887), jméno jeho švagra (Bondy Alexander MUDr. *3. 10. 1874), jméno synovcovy manželky (Bondyová Lydie roz. Holznerová *3. 9. 1921) a její matky (Holznerová Sára Frida roz. Grünhutová *24. 5. 1898) jsou uvedena na pomníku při pravoslavném chrámu svatého Cyrila a Metoděje (adresa: Praha 2, Resslova 9a). Pomník byl odhalen 26. ledna 2011 a je součástí Národního památníku obětí heydrichiády.[16][17]
- Pamětní deska věnována příslušníkům rodin Bergmannových, Bondyových a Holznerových se nachází na domě v ulici Elišky Krásnohorské 10/2 v Praze 1. Na desce je nápis: "V tomto domě žili obětaví členové odboje Hilda BONDYOVÁ, MUDr. Alexander BONDY, Lydie BONDYOVÁ, MUDr. Jiří BONDY, Frieda HOLZNEROVÁ a Zdenko BERGMANN. Podpořili splnění úkolu výsadku ANTHROPOID. Zavražděni 22.7.1942 v Terezíně a 24.10.1942 v KT Mauthausen."[18]
- Na Novém židovském hřbitově na Olšanech se nachází kenotaf Zdenka Bergmanna a dalších rodinných příslušníků. Na desce je nápis: "IN MEMORIAM / Oběti Heydrichyády / ZDENKO BERGMANN / HILDA BERGAMANN-BONDY / ALEXANDER BONDY / JIŘÍ BONDY / LYDIA HOLZNER-BONDY."[8]
- Kamen zmizelých věnovaný Zdenku Bergmannovi se nachází na chodníku na adrese Lucemburská 1876/44, Praha 3 - Žižkov[4] a dva kameny připomínající jeho bratra Quida Bergmanna a synovce Karla Bergmanna se nacházejí na adrese Záhořanského 1644/3, Praha 2 - Nové Město.[6] V červnu 2025 byl odhalen kámen zmizelých jeho sestře Hildě Bondyové na chodníku před domem na adrese Široká 37/7, Praha 1 - Josefov.[19][20]

## Galerie

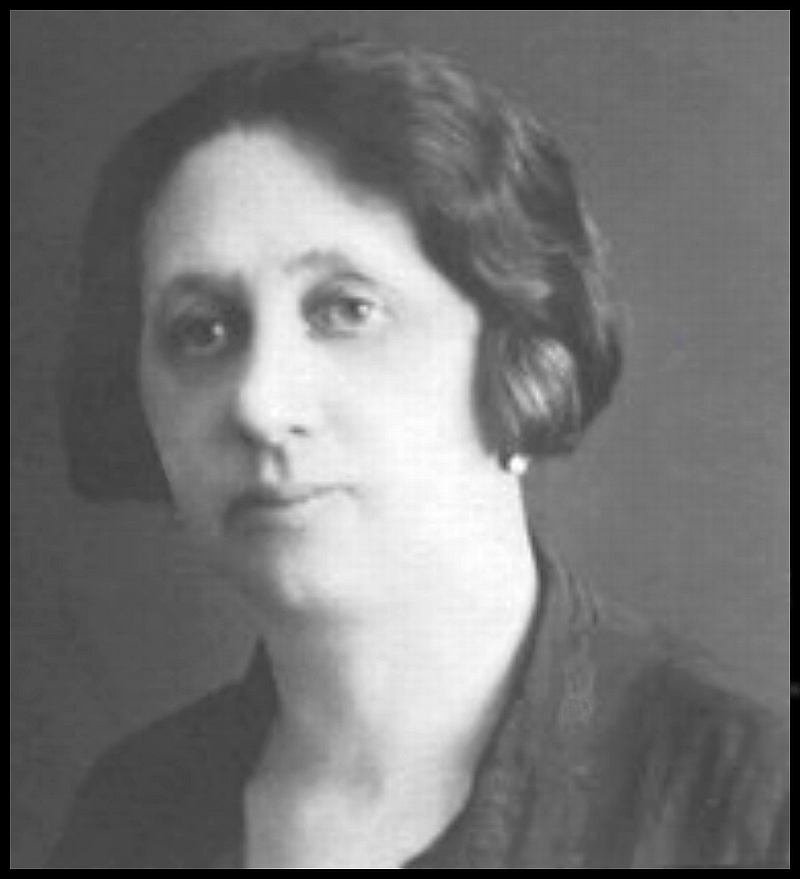
Sestra Hilda Bondyová
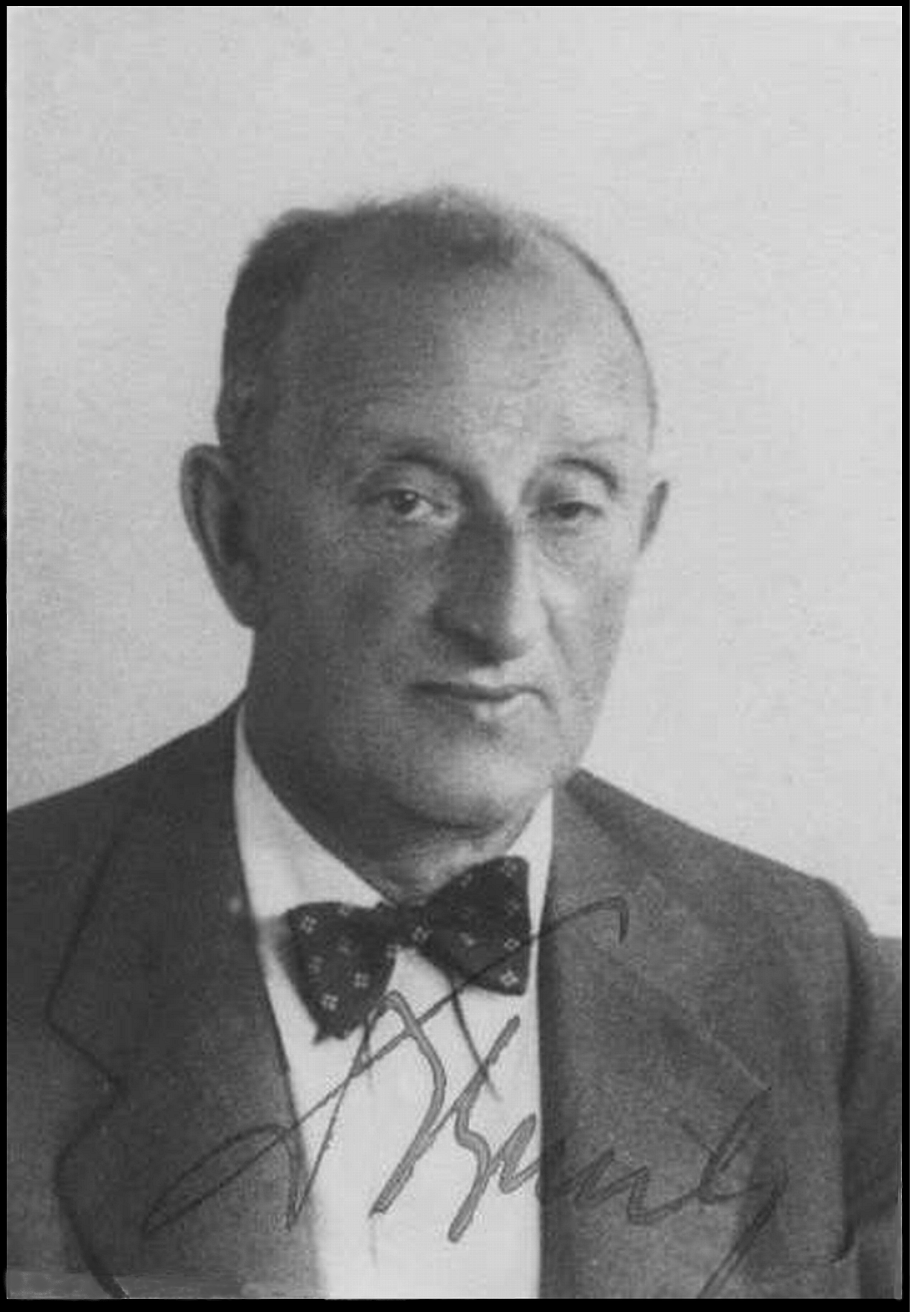
Švagr Alexander Bondy
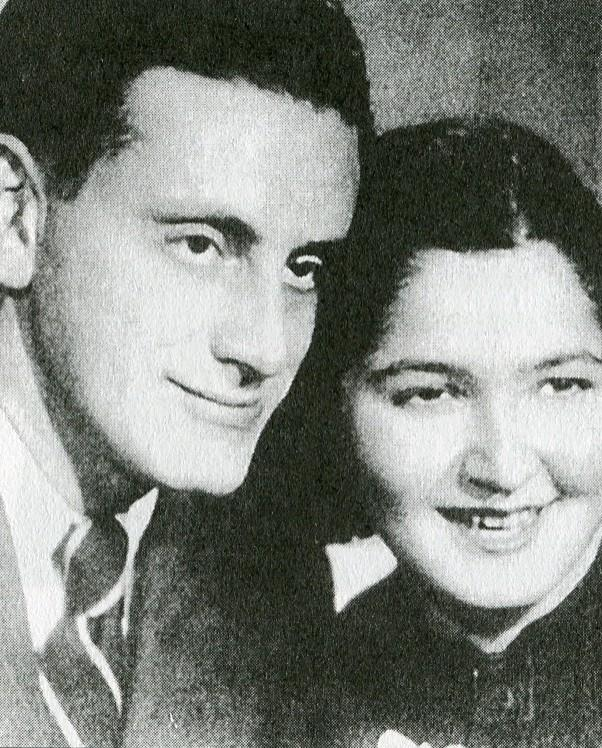
Synovec Jiří Bondy s manželkou Lydií Bondyovou
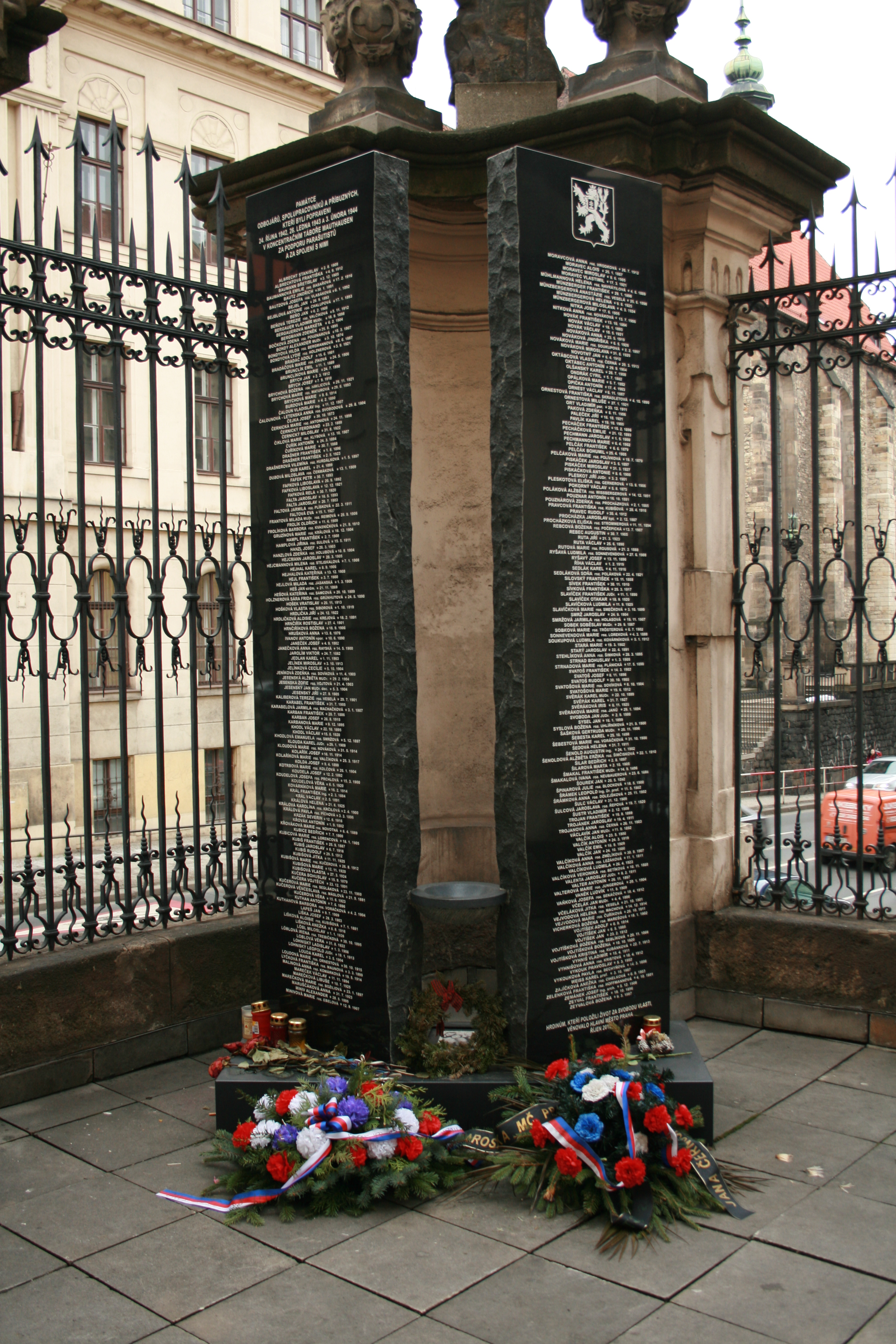
Pomník spolupracovníků parašutistů a jejich rodinných příslušníků na terase kostela sv. Cyrila a Metoděje v Resslově ulici v Praze
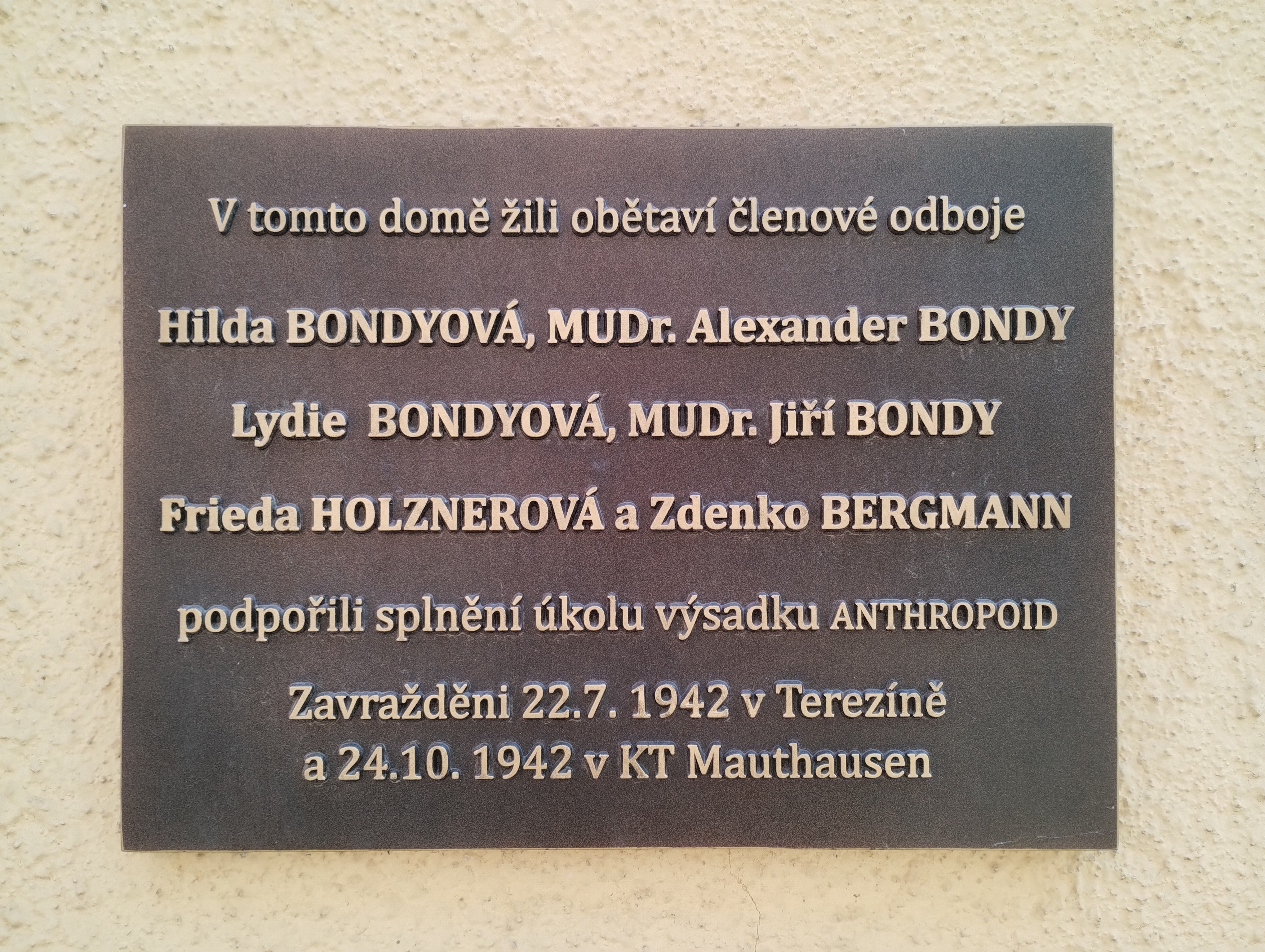
Pamětní deska na domě v ulici Elišky Krásnohorské v Praze 1, kde Bondyovi bydleli po přestěhování
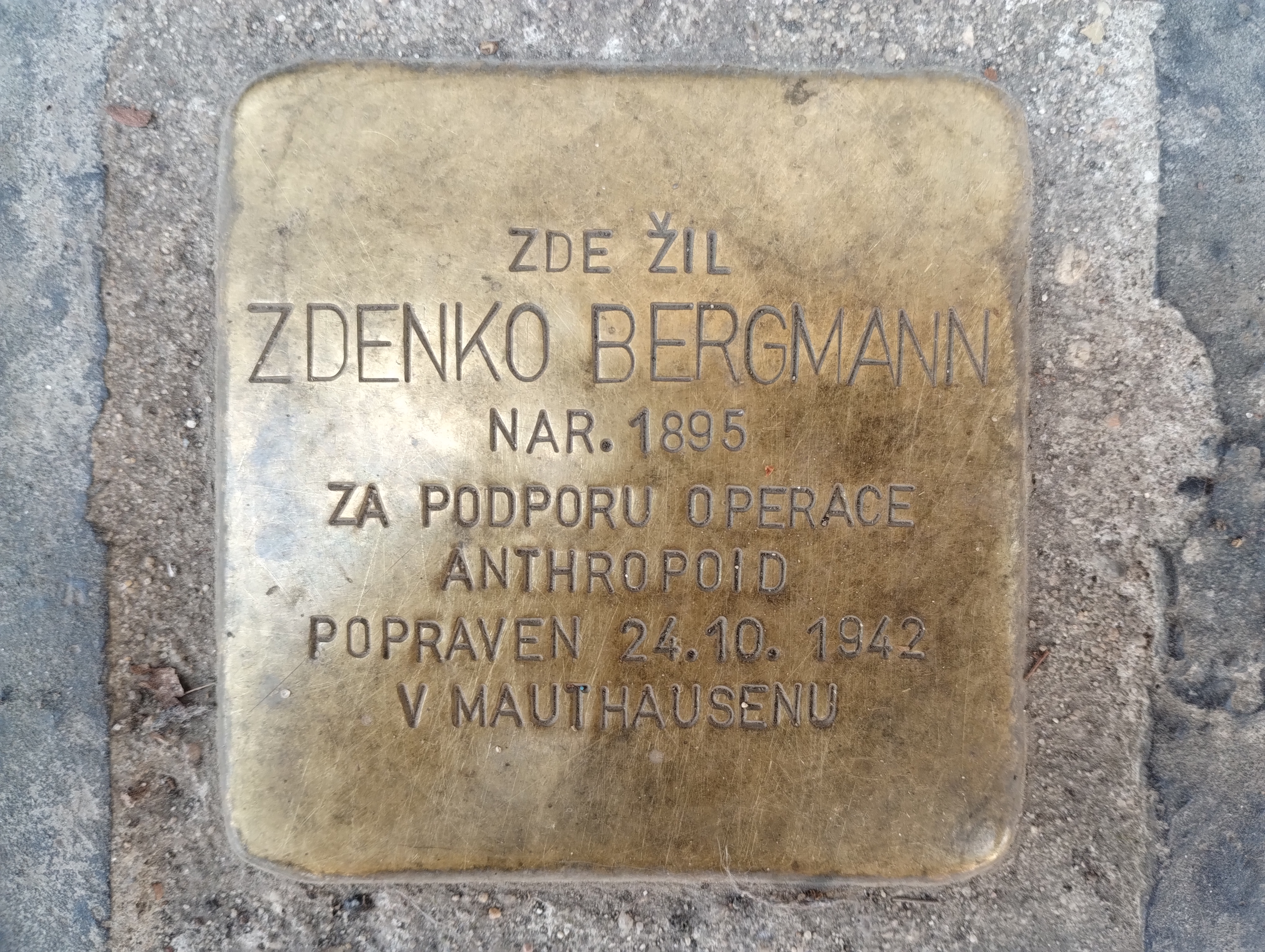
Kamen zmizelých věnovaný Zdenku Bergmannovi v Lucemburské ulici v Praze 3
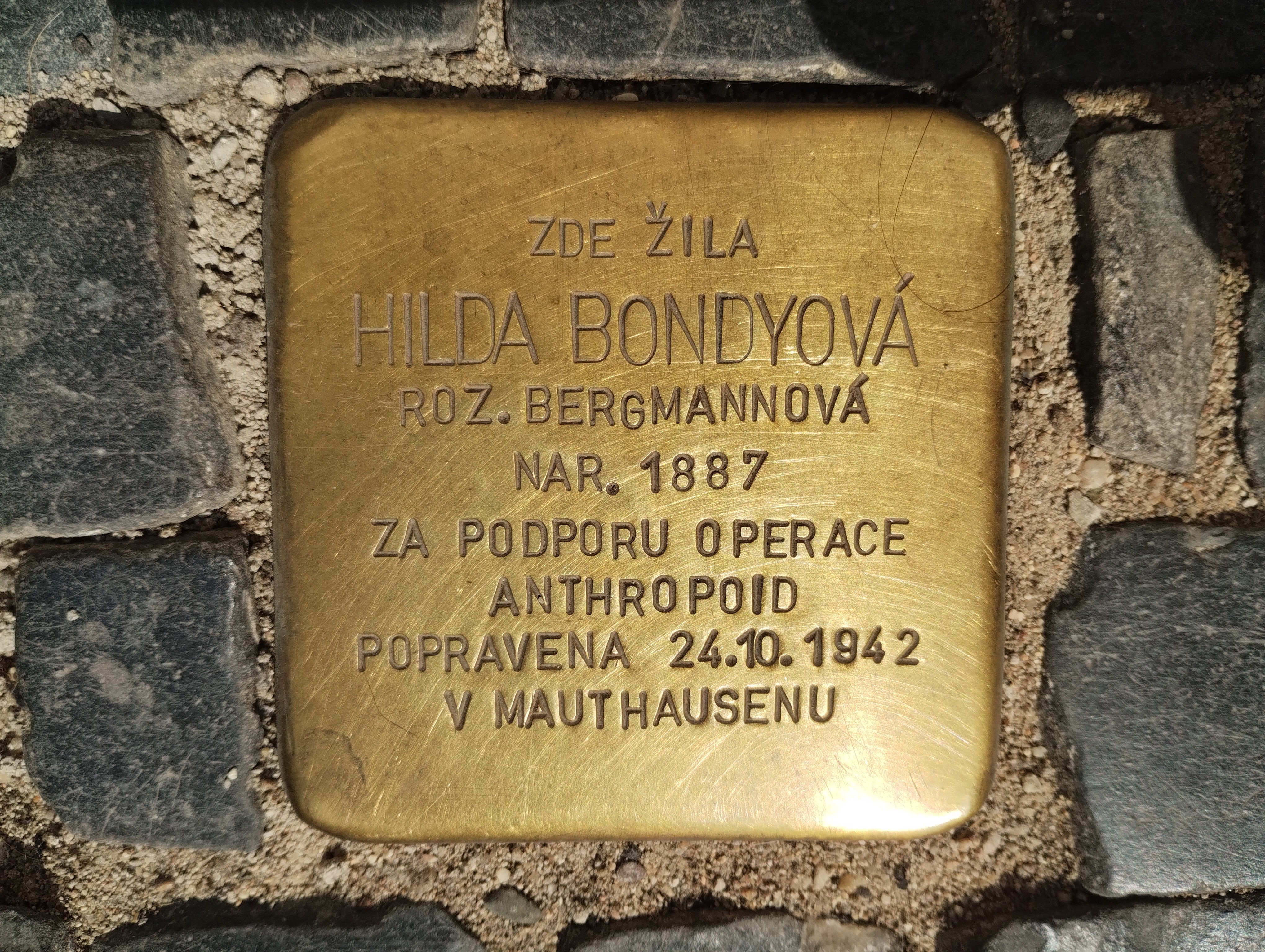
Kamen zmizelých věnovaný jeho sestře Hildě Bondyové v Široké ulici v Praze 1
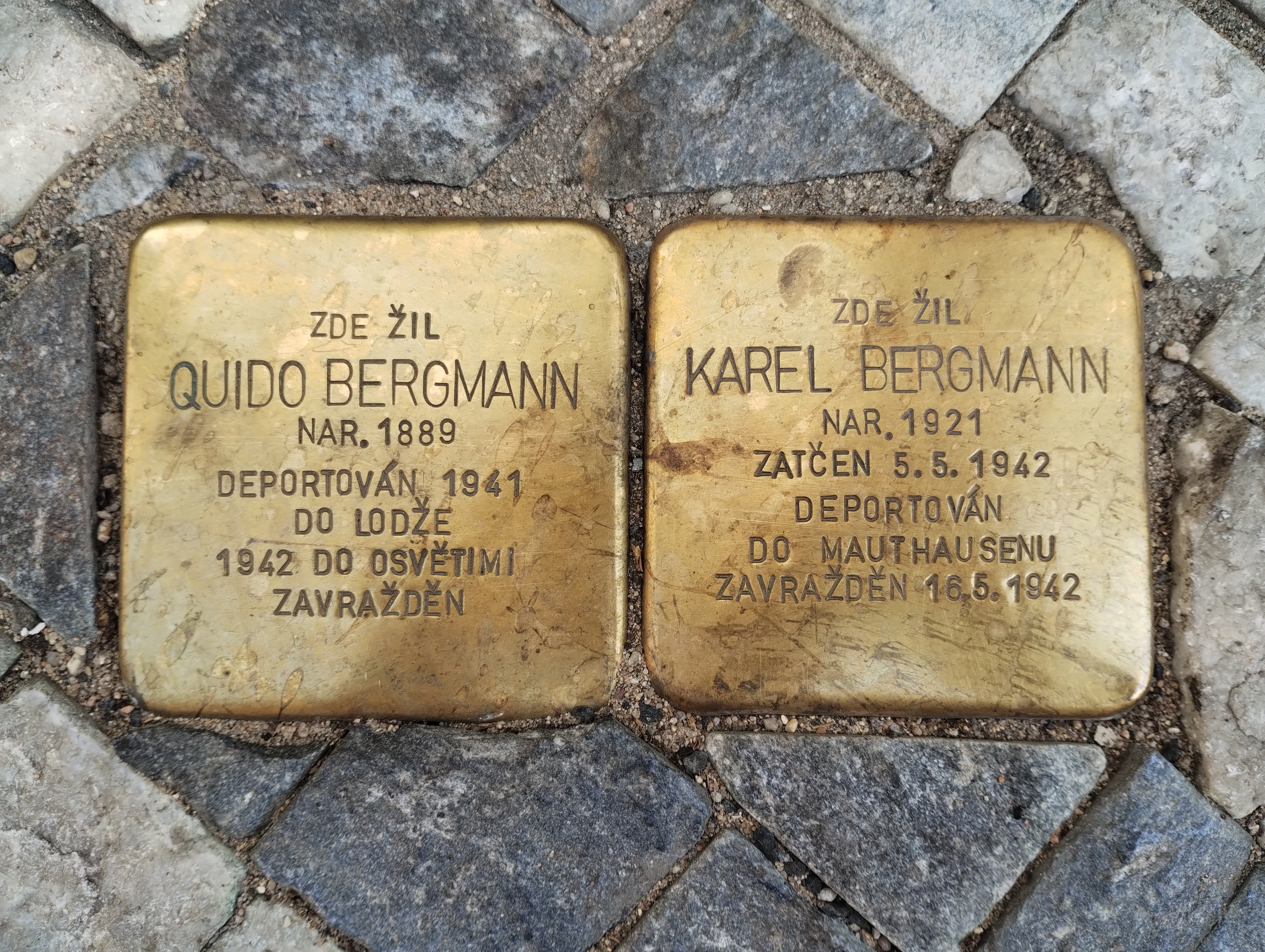
Kameny zmizelých věnované Zdenkovu bratru Quidu Bergmannovi a synovci Karlu Bergmannovi v ulici Záhořanského, Praha 3
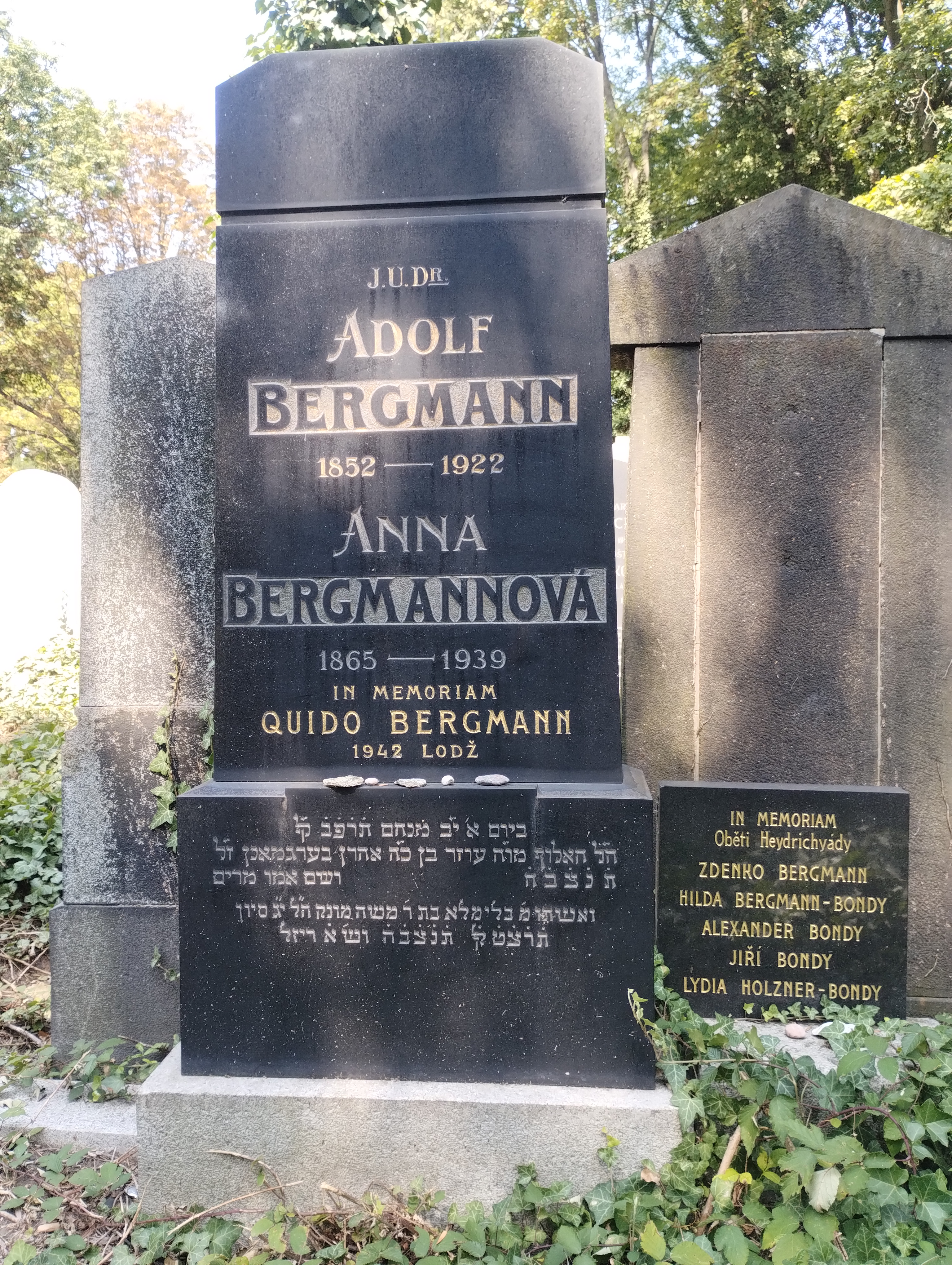
Hrob a kenotaf rodiny Bergmannovy a Bondyovy na Novém židovském hřbitově na Olšanech, Praha 3
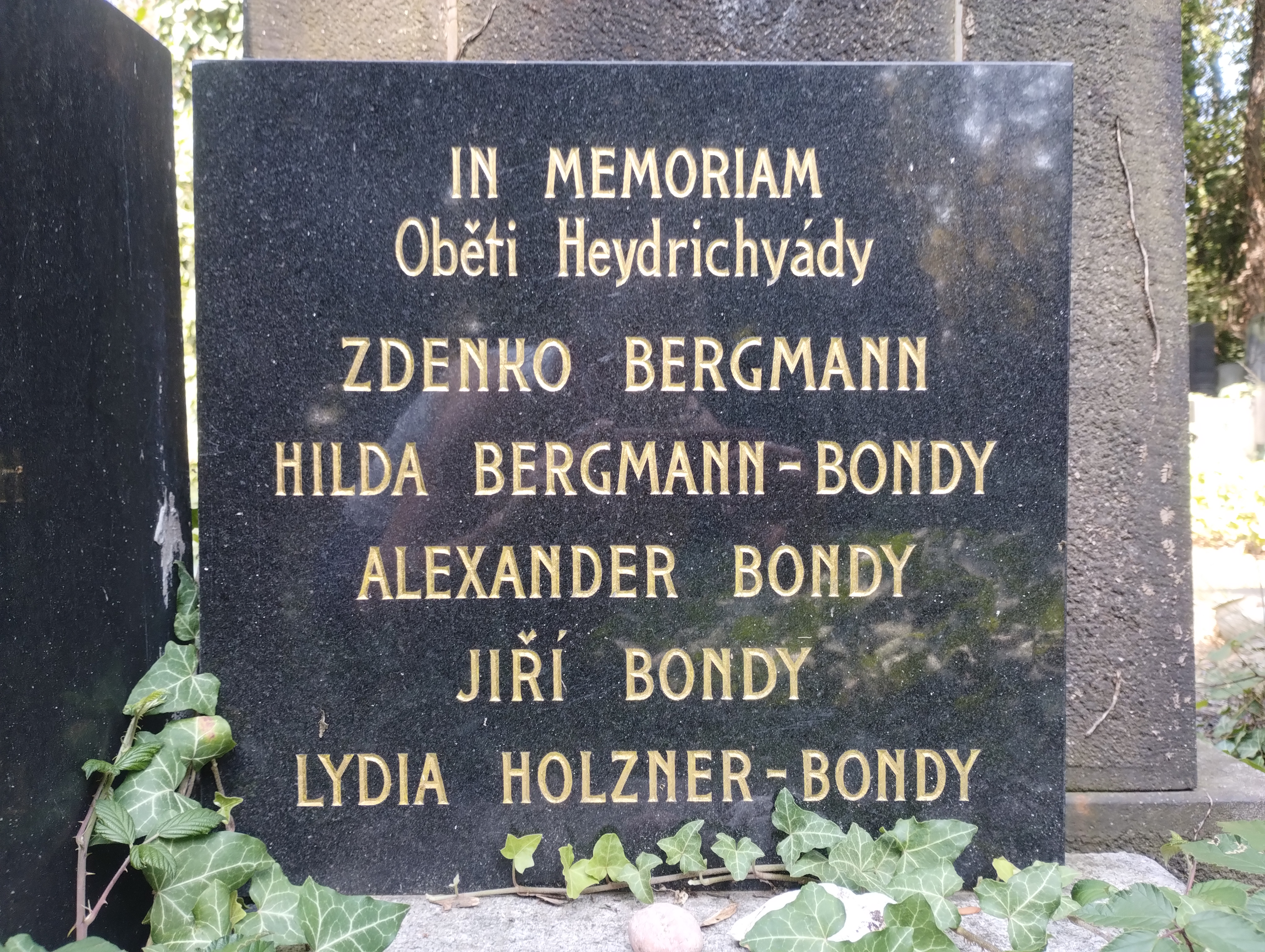
Kenotaf rodiny Bergmannovy a Bondyovy na Novém židovském hřbitově na Olšanech, Praha 3